# الانتخابات الليبية الرئاسية والبرلمانية المقبلة

المفوضية الوطنية العليا للانتخابات

في 7 مارس، 2017، دعى مجلس النواب الليبي -الواقع في طبرق- لإجراء انتخابات عامة، بعد انهيار اتفاق السلام باشراف الأمم المتحدة مع خصمه «حكومة الوفاق الوطني» الواقعة في طرابلس. على الرغم من عدم وجود تاريخ محدد بعد لعقد هذه الانتخابات، فإن الترجيحات ترشح لتنظيمها في ديسمبر 2018.
في الوقت ذاته، رئيس حكومة الوفاق الوطني، فايز السراج أعلن في  16 يوليو 2017 عن عقد انتخابات برلمانية ورئاسية في مارس 2018. كما أعلن أيضًا أن حكومته ستظل حكومة مؤقتة إلى ما بعد الانتخابات.

## خلفية
في أعقاب هجوم مفاجئ في 3 مارس، استولت سرايا الدفاع عن بنغازي الإسلامية على عدد من الموانئ النفطية من قبضة الجيش الليبي والذي يدعمه مجلس النواب. في 7 مارس، سلمت الموانئ لحكومة الوفاق الوطني، ما دفع مجلس النواب إلى عن الاتفاق السياسي الذي توسطت فيه الأمم المتحدة مع حكومة الوفاق، مديننًا سيطرة سرايا الدفاع عن الموانئ واصفينها بـ"الاعتداء الإرهابي". بعد ذلك دعى مجلس النواب المفوضية الوطنية العليا للانتخابات لإعداد ما يلزم لإجراء انتخابات رئاسية وبرلمانية قبل فبراير 2018".